# 境川ふれあい夏祭り
境川ふれあい夏祭り（さかいがわふれあいなつまつり）は、岐阜県岐阜市柳津町の境川河畔で行われる祭りである。

## 概要
毎年8月下旬（第3または第4土曜日）に行われる祭りである。2001年（平成13年）に羽島郡柳津町の柳津町商工会が商工会創立40周年記念として「やないづふれあい夏祭り」を開催したことが始まりであり、翌年からやないづふれあい夏祭り実行委員会の主催として行われた。2006年（平成18年）に羽島郡柳津町が岐阜市と合併すると、名称を境川ふれあい夏祭りに変更。実行委員会も境川ふれあい夏祭り花火大会実行委員会に改称している。
花火大会は岐阜新聞・岐阜放送が後援し、岐阜県内で岐阜新聞及び岐阜放送が主催（又は後援）する花火大会、「岐阜新聞・岐阜放送花火シリーズ」の一つである。

## 主な催し物
- 盆踊り大会
- ふれあい太鼓
- 夜店ストリート
- 花火大会 - 約2,000発が打ち上げられる。

## 開催場所
- 境川緑道公園

境川河畔（【左岸】岐阜市柳津町丸野、【右岸】岐阜市柳津町上佐波・岐阜市柳津町下佐波）

## 交通アクセス

### 公共交通機関
- 岐阜バス茜部三田洞線「下佐波」バス停下車、徒歩約5分
  - JR東海道本線・高山本線岐阜駅（JR岐阜駅バスターミナル）より【E70】下佐波行き、【E71】高桑行き、【E72】もえぎの里行き、【E76】カラフルタウン行き。
- 岐阜バス茜部三田洞線「もえぎの里」バス停下車、徒歩約5分
  - JR東海道本線・高山本線岐阜駅（JR岐阜駅バスターミナル）より【E72】もえぎの里行き。
- 岐阜バス茜部三田洞線「カラフルタウン」バス停下車、徒歩約5分
  - JR東海道本線・高山本線岐阜駅（JR岐阜駅バスターミナル）より【E76】カラフルタウン行き。
- 名鉄竹鼻線柳津駅下車、徒歩で約20分。

### 自動車
- 境川緑道公園内には駐車場は無い[2]。